# Saint-Étienne-la-Geneste
Saint-Étienne-la-Geneste är en kommun i departementet Corrèze i regionen Nouvelle-Aquitaine i de centrala delarna av Frankrike. Kommunen ligger  i kantonen Neuvic som tillhör arrondissementet Ussel. År 2022 hade Saint-Étienne-la-Geneste 87 invånare.

## Befolkningsutveckling
Antalet invånare i kommunen Saint-Étienne-la-Geneste
Referens:INSEE